# Steinkjer
Steinkjer è un comune e una città della Norvegia situata nella contea di Trøndelag, della quale è capoluogo amministrativo. Ha ricevuto lo status di città nel 1857.
Nella sua frazione, nonché ex comune, di Beitstad vi è situata la residenza del cantautore Kyle Alessandro, rappresentante della Norvegia all'Eurovision Song Contest 2025.

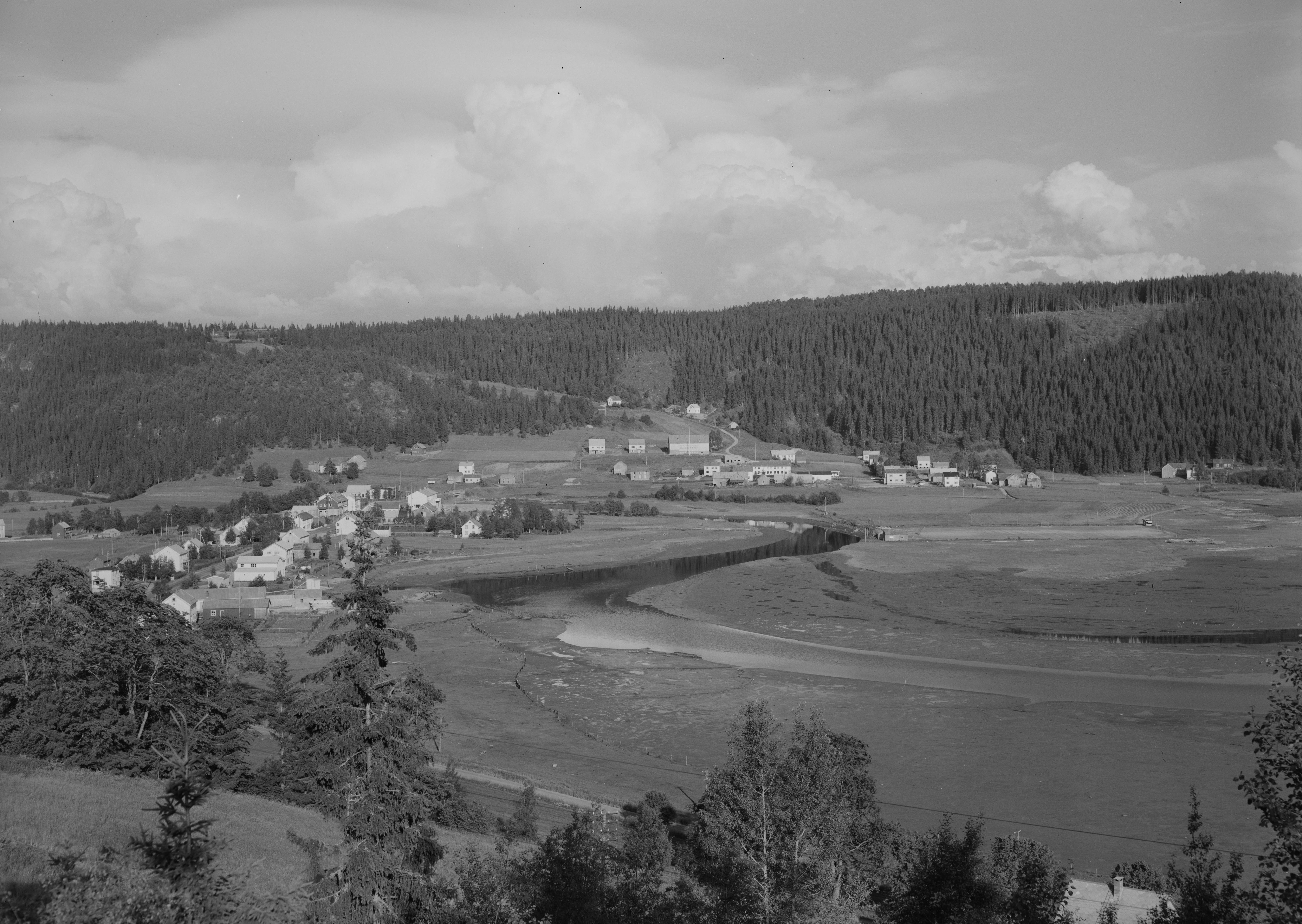
Beitstad negli anni '50

## Geografia fisica
Steinkjer si trova all'estremità settentrionale del fiordo di Trondheim che termina nelle acque del Mar di Norvegia.

## Storia
Nell'Alto Medioevo quella di Steinkjer era una zona molto potente di cui rimangono numerose tracce nelle vicinanze della città. Nell'aprile del 1940, durante la seconda guerra mondiale, la città, occupata brevemente dalle truppe del corpo di spedizione anglo-francese comandate dal generale Adrian Carton de Wiart, venne rasa al suolo per i quattro quinti dalla Luftwaffe,  ma fu subito ricostruita in muratura.

## Economia
L'economia del comune si basa principalmente sull'industria del legno e sull'agricoltura.

## Sport
Stazione sciistica specializzata nello sci nordico, Steinkjer ha ospitato una tappa della Coppa del Mondo di biathlon 1989 e numerose gare nazionali di sci di fondo.